# Самир Амин
Самир Амин е роден в Египет и обучен в Париж, Франция. Той е един от по-известните неомарксистки мислители и се занимава с теория на развитието и с релативистично-културна критика на социалните науки. Директор е на Форума на Третия свят в Дакар, Сенегал.

## Някои книги
- Неоколониализъм в Западна Африка, 1971
- Арабската Нация, 1976
- Бъдещето на Маоизма, 1981
- Евроцентризъм, 1988
- Империята на Хаоса, 1991

1. ↑  monthlyreview.org